# Хакман, Максимилиан
Максимилиан Хакман (1877, Опришены, Герцогство Буковина — 1961, Турда, Румыния) — румынский учёный, доктор права, профессор, общественный деятель, ректор Черновицкого университета в 1921—1922 годах. Сенатор парламента Румынии.

## Биография
Максимилиан Гакман родился в семье священника, племянник первого Буковинского митрополита Евгения Гакмана.
Высшее правовое образование получил в Лейпциге и Берлине.
Трудовую деятельность начал преподавателем торгового и международного права.
Был кандидатом в адвокаты, секретарем национального румынского консилиума на Буковине в 1918 году.
Штатным профессором на юридическом факультета Черновицкого университета стал с 1919 года.
15 октября 1919 года сроком на три года М. Хакман был назначен председателем экзаменационной комиссии для проведения юридической-исторического государственного экзамена в Черновицком университете.
На 1919—1921 гг. избран деканом юридического факультета Черновицкого университета.
В 1920 году был назначен инспектором Общества румынских ремесленников.
На 1921—1922 учебный год был избран ректором Черновицкого университета.
За время его ректорства на базе философского факультета были созданы философско-филологический и естественный факультеты. Избирался на должность проректора.
В 1922 году назначен заместителем заведующего кафедры международного права Черновицкого университета.
В течение длительного времени на юридическом факультете М. Хакман читал ряд спецкурсов: коммерческое право, международное публичное и частное право .
Дважды избирался в университетский сенат. Впервые — 17 марта 1926 года, в 1938—1939 учебном году — снова.
На 1938—1939 был снова избран деканом юридического факультета.
Максимилиан Хакман занимал и выборные административные должности. Так, 24 июня 1923 года он был избран сенатором от университета в румынский парламент.
В разные годы входил в состав целого ряда университетских комиссий. В 1924—1925 годах был членом бюджетной комиссии юридического факультета, а в 1937—1938 учебном году его избрали в состав комиссии по вопросам медицинского обслуживания студентов.
Кроме научно-педагогической деятельности на юридическом факультете Черновицкого университета, профессор Максимилиан Хакман принимал активное участие в международной научной жизни. В сентябре 1935 года он принимал участие в Международном конгрессе права в Мюнхене, в 1936 году — в работе третьего Конгресса Академии права в Берлине.
Наряду с педагогической деятельностью Максимилиан Хакман был председателем «Общества румынской литературы и культуры на Буковине» (1944), занимался активной культурно-просветительской работой с черновицкой молодежью, проводил научные конференции по студенческим союзом «Junimea» («Молодежь»).
Максимилиан Хакман был избран почетным гражданином сел «Окно» (1927), Вадул Ниструлуй (1927), Цурени (1928), почетным членом общества «Православная Академия», членом Черновицкого уездного комитета Национальной либеральной партии, членом-корреспондентом административного совета (1925), вице-председателем сената в Румынии, почётным членом академического общества «Юность», членом-основателем музыкально-драматического общества «Чиприан Порумбеску».
Умер профессор Максимилиан Хакман в 1961 году в г. Турда (Румыния).

## Научная деятельность
Максимилиан Хакман печатался в различных изданиях Буковины (в частности в журнале «Candela» («Свет»)), сотрудничал со многими румынскими изданиями, среди которых «Журнал публичного права», «Румынские пандекты», «Журнал обществ и коммерческого права».
Основные направления его научной деятельности — это исследование международного публичного и частного, коммерческого и вексельного права.
В начале 30-х годов М. Хакман издал двухтомник «Сравнительное торговое право» и монографию «Немецкая дипломатия в межвоенный период».
В румынской академической библиотеке находятся 17 его работ.
В библиотеке Черновицкого национального университета им. Ю. Федьковича хранятся несколько историко-политических очерков, теоретико-правовых исследований и два трактата по международному частному, публичному и вексельному праву.

## Публикации
- Reforma studiului de drept (Cernăuți, 1921)
- Tratat elementar de drept cambial. Manual (1921; ediție revăzută, 1925)
- Dreptul internațional public și privat (1924)
- Dreptul comercial comparat. Vol. I—II (București, 1930—1932)
- Tratat de drept internațional public și privat (1935) ș.a.

## Награды
- За заслуги перед румынским королевством награждён орденом «Корона Румынии».